# Право керувати
«Право керувати» (рос. «Право руководить») — радянський художній фільм 1981 року, знятий на Одеській кіностудії.

## Сюжет
Андрій Павлович Солодун, який тридцять років пропрацював головою великого колгоспу, отримує пропозицію перейти на роботу в район. Але голова не поспішає прийняти нове призначення і вирішує провести конкурс на заміщення вакантної посади. На місце голови претендують два кандидати — головний інженер і головний агроном, причому обидва вони закохані в дочку Андрія Павловича, Тетяну. Батько хоче бачити і зятем і головою колгоспу агронома, район — головного інженера. В результаті колгоспники обирають головою Тетяну, бо вона за своїми людськими якостями заслужила любов і повагу односельців.

## У ролях
- Віктор Чутак — Андрій Павлович Солодун
- Людмила Никончук — Тетяна
- Микола Сектименко — Віктор Нежура
- Олександр Немченко — епізод
- Віктор Мірошниченко — Кривохиж
- Тетяна Догілева — Зойка
- Володимир Андрєєв — епізод
- Володимир Наумцев — епізод
- Микола Сльозка — епізод
- Ксенія Ніколаєва — Валя
- Людмила Алфімова — Дарина
- Валентина Салтовська — епізод
- Ельвіра Хомюк — епізод
- Валерій Пугашкін — епізод
- Ірина Цвєткова — епізод
- Світлана Євдокимова — епізод
- Людмила Литвиненко — епізод
- Світлана Немировська — епізод

## Знімальна група
- Режисер — Михайло Терещенко
- Сценарист — Василь Решетников
- Оператор — Альберт Осипов
- Композитор — Ігор Поклад
- Художник — Муза Панаєва